# لنکا گازدکوف
لنکا گازدکوف (انگلیسی: Lenka Gazdíková؛ زادهٔ ۱۸ مارس ۱۹۸۶) بازیکن فوتبال اهل اسلواکی است.
از باشگاه‌هایی که در آن بازی کرده‌است می‌توان به باشگاه فوتبال اسپارتا پراگ و باشگاه فوتبال اسلوان براتیسلاوا اشاره کرد.
وی همچنین در تیم ملی فوتبال Slovakia بازی کرده‌است.